# Antonio Iannuzzi
Antonio Iannuzzi (Avellino, 21 aprile 1991) è un cestista italiano, di ruolo centro.

## Nazionale
| Cronologia completa delle presenze e dei punti in Nazionale - Italia | Cronologia completa delle presenze e dei punti in Nazionale - Italia | Cronologia completa delle presenze e dei punti in Nazionale - Italia | Cronologia completa delle presenze e dei punti in Nazionale - Italia | Cronologia completa delle presenze e dei punti in Nazionale - Italia | Cronologia completa delle presenze e dei punti in Nazionale - Italia | Cronologia completa delle presenze e dei punti in Nazionale - Italia | Cronologia completa delle presenze e dei punti in Nazionale - Italia |
| Data                                                                 | Città                                                                | In casa                                                              | Risultato                                                            | Ospiti                                                               | Competizione                                                         | Punti                                                                | Note                                                                 |
| -------------------------------------------------------------------- | -------------------------------------------------------------------- | -------------------------------------------------------------------- | -------------------------------------------------------------------- | -------------------------------------------------------------------- | -------------------------------------------------------------------- | -------------------------------------------------------------------- | -------------------------------------------------------------------- |
| 24/11/2017                                                           | Torino                                                               | Italia                                                               | 75 - 70                                                              | Romania                                                              | Qual. Mondiali 2019                                                  | 0                                                                    | [ 1 ]                                                                |
| Totale                                                               |                                                                      | Presenze                                                             | 1                                                                    |                                                                      | Punti                                                                | 0                                                                    |                                                                      |

## Palmarès

### Club

#### Competizioni nazionali
- Coppa Italia: 1

Auxilium Torino: 2018
- Campionato serie A2 LNP: 1

GeVi Napoli: 2020-2021
- Coppa Italia LNP: 1

GeVi Napoli: 2021